# Liste der Nummer-eins-Hits in Frankreich
Die Nummer-eins-Hits in Frankreich basieren auf diversen Erhebungen der beliebtesten und meistverkauften Singles und Alben in Frankreich.
Vor 1984 gab es verschiedene Quellen, die Hitlisten in Frankreich veröffentlichten. Erst am 3. November 1984 wurden erstmals vom französischen Verband der Plattenindustrie (Syndicat National de l’édition Phonographique, SNEP) offizielle Singlecharts veröffentlicht, die vom Meinungsforschungsinstitut IFOP (Institut français d'opinion publique) ermittelt wurden. Den Top 50 der Singles folgten kurz darauf auch die Top-Albums-Charts. Bis zum 3. September 1993 gab es im französischen Fernsehen bei Canal+ und im Radio bei Europe 1 regelmäßige Chartsendungen.
Danach wurden die Charts zwar weiterhin in Fachzeitschriften (Platine, Musique Info Hebdo) veröffentlicht, verschiedene Chartsendungen in Radio und Fernsehen waren aber meist nur kurzlebig. Mit dem Aufkommen des Internets wurden die Charts auch auf den Seiten von IFOP und SNEP bereitgestellt. Heute umfassen die Singlecharts 100 Plätze, die Albumcharts 200 Plätze.
Die Liste ist nach Jahren aufgeteilt.